# Dimitrie Cuclin
Dimitrie Cuclin (ur. 5 kwietnia 1885 w Gałaczu, zm. 7 lutego 1978 w Bukareszcie) – rumuński kompozytor.

## Życiorys
W latach 1903–1907 studiował w konserwatorium w Bukareszcie u Dumitru Kiriaca-Georgescu (teoria i harmonia), Alfonso Castaldiego (kontrapunkt i kompozycja) i Roberta Klencka (skrzypce), uczęszczał też do klasy kameralnej Dimitrie Dinicu i orkiestrowej Constantina Dimitrescu. W 1907 roku wyjechał do Paryża, gdzie był uczniem Charlesa-Marie Widora w Konserwatorium Paryskim, a w latach 1908–1914 Vincenta d’Indy’ego i Auguste’a Sérieyx’go w Schola Cantorum de Paris. Po powrocie do Bukaresztu pracował w konserwatorium jako asystent Alfonso Castaldiego (1918–1919) oraz profesor historii i estetyki muzycznej (1919–1922). Od 1924 do 1930 roku prowadził klasę skrzypiec w City Conservatory of Music i Brooklyn College of Music w Nowym Jorku. W 1930 roku wrócił do Bukaresztu, gdzie wykładał kontrapunkt, formę i estetykę muzyczną w konserwatorium, a w latach 1939–1948 także kompozycję. W latach 1932–1933 wydawał czasopismo Foaia volanta, poświęcone tematyce artystycznej i filozoficznej. Działał jako krytyk i popularyzator muzyki, prowadził audycje radiowe, konferencje i prelekcje muzyczne, publikował rozprawy i eseje. Przełożył na język rumuński libretto opery Saint-Saënsa Samson i Dalila oraz teksty utworów wokalnych Händla i J.S. Bacha.

## Twórczość
Wraz z Enescu wywarł fundamentalny wpływ na rozwój współczesnej rumuńskiej kultury muzycznej, przeszczepiając do kraju osiągnięcia nowoczesnych europejskich technik kompozytorskich. W jego twórczości dominuje wpływ francuskiej i niemieckiej muzyki doby impresjonizmu, nawiązania do folkloru rumuńskiego odgrywają rolę drugorzędną. Język dźwiękowy Cuclina stanowi kompromis pomiędzy tonalnością a modalnością.
Poza muzyką zajmował się też pisarstwem, był autorem nowel, powieści i sztuk teatralnych. Pisał poezje w językach rumuńskim, francuskim i angielskim, tłumaczył też na angielski wiersze Mihaia Eminescu.

## Ważniejsze kompozycje
(na podstawie materiałów źródłowych)

### Utwory orkiestrowe
- 18 symfonii (I c-moll 1910–1932, II d-moll 1938, III C-dur 1942, IV H-dur 1944, V a-moll na głosy solowe, chór i orkiestrę 1947, VI Ges-dur 1948, VII Fis-dur 1948, VIII es-moll 1948, IX cis-moll 1949, X B-dur na chór i orkiestrę 1949, XI as-moll 1950, XII G-dur na głosy solowe, chór i orkiestrę 1951, XIII F-dur 1951, XIV e-moll 1952, XV a-moll 1954, XVI G-dur „Triumful păcii” 1959, XVII 1965, XVIII A Fericirii 1967)
- uwertura Nitokris (1907)
- Preludiu (1908)
- Scherzo (1912)
- Uwertura (1913)
- Koncert skrzypcowy (1920)
- Triptic (1928)
- Elegie la moartea lui Vincent d’Indy (1932)
- Rapsodia prahoveana (1944)
- Rondo românesc (1944)
- O nuntă-n Bărăgan (1944)

### Utwory kameralne
- Kwintet na flet piccolo, rożek angielski, puzon, tubę i fortepian
- 3 kwartety smyczkowe (I F-dur 1914, II a-moll 1948, III B-dur 1949)
- Trio fortepianowe (1926)
- 2 sonaty na skrzypce i fortepian (1908, 1923)
- Sonatina na skrzypce i fortepian (1917)
- 2 sonaty (1908, 1909)
- 6 suite de jocuri populare Românesti (1942)

### Utwory na chór a cappella
- 12 Madrigali în stil popular (1916)
- 4 liturgie (1936–1940)
- 84 Cîntece pentru copii (1942)
- 101 Cîntece populare (1942)

### Pieśni solowe
- Trei sonete vechi si o epigrama do słów poetów francuskich (1913)
- Sapte doine din război do słów kompozytora (1917)
- Partenza na słów Iona Minulescu (1917)
- 50 Melodii in stil popular românesc (1923–1930)
- 25 Cîntece populare (1944)

### Pieśni na głos i orkiestrę
- Poem (1913)
- Serenada na słów Oscara Wilde’a w przekładzie kompozytora (1928)

### Utwory wokalno-instrumentalne
- kantata Isus înaintea mortii od słów kompozytora (1920)
- Feerie di Crăcium na głosy solowe, chór i orkiestrę (1923)
- oratorium David și Goliat na głosy solowe, chór i orkiestrę (1928)

### Opery
- opera madrygałowa Soria, libretto kompozytora (1911)
- Traian și Dochia, libretto kompozytora (1921)
- Agamemnon, libretto kompozytora (1922)
- Bellérophon, libretto kompozytora (1925)